# Gavina capnegra americana
La gavina capnegra americana (Larus atricilla) és un ocell marí de la família dels làrids (Laridae) d'hàbits costaners que cria en grans colònies, en aiguamolls de la costa atlàntica d'Amèrica del Nord, el Carib i la zona septentrional d'Amèrica del Sud. La població més septentrional migra en hivern cap al sud.